# Chevatim

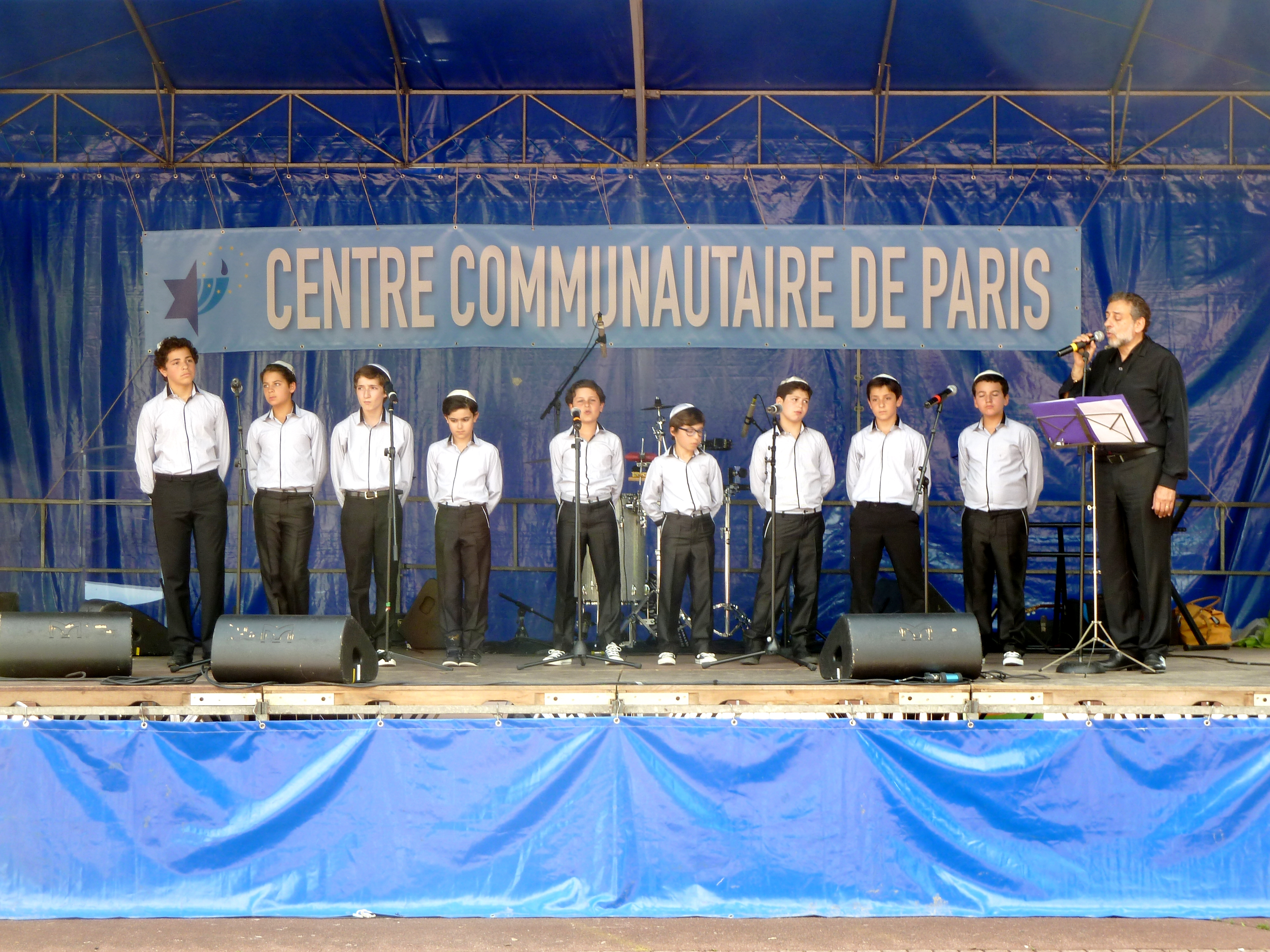
Concert des Chevatim au parc de la Brèche à Créteil le 30 juin 2013

Les Chevatim (hébreu שבטים = tribus, allusion aux "12 tribus d'Israël") est une  chorale qui comptait à l'origine douze garçons juifs français de Paris, âgés de 8 à 15 ans, créée en 1979 et dirigée par Elie Botbol (1954-2018). Leur répertoire comprend actuellement une centaine de titres originaux composés par Elie Botbol, Orchestration de Lionel Teboul, avec des paroles en français et en hébreu inspirées de la Torah. On remarque également sur leurs albums et lors de leurs concerts la présence fréquente du chanteur de musique judéo andalouse Ouriel Elbilia.

## Discographie
Ils ont enregistré une dizaine d'albums et produit un DVD "Song of memory" en 2006. 

### CD
- "Les voix de la paix"
- "Machiah"
- "Le disque d'or" (1994)
- "Siman Tov Mazal Tov" (1999)
- "Chevatim 2000" (2004) : 1. Matsa Icha 2. Yir'a Vechalom 3. Le Rabbi est toujours là 4. Hafokh Ba[1] 5. Ène Zo Agada 6. Keter 7. Likhvod Hatan Vekhalla 8. Avirah Mahkim 9. Chomer Israël 10. Yismah Hatani 11. Machiyah Yavo 12. Comptez avec moi 13. Chante sur ta guitare 14. Merci mon D.ieu 15. Hommage
- "Chevatim 2005"
- "Song of memory" (2006)
- "LES CHEVATIM 2012" nouvel album avec un remix du titre "gam gam". Cet album a une coloration nettement plus politique avec une chanson à la mémoire de Daniel Pearl  ou encore un hommage à l'armée israélienne intitulé "Soldat mon frère".

### DVD
- "Song of memory" (2006)

### Musiques de film
- le titre "Bar mitzva" figure dans la bande originale du film de Gad Elmaleh Coco.
- le titre "Gam Gam" figure dans la B.O. d'un film sur la shoah de Roberto Faenza "Années d'enfance" (1994).
- La mélodie que l'on entend dans le titre "Song of Memory" est une vieille chanson yiddish nommée "Oifn pripitchikel". (que l'on entend également dans le film La Liste de Schindler, au moment où apparaît la petite fille en manteau rouge)
- L'album "Song of Memory" reprend également le tube "vois sur ton chemin" du film Les Choristes ainsi que la chanson "ils sont partis" du film d'Otto Preminger Exodus avec les paroles d'Édith Piaf (1961).